# Rudolf Ramek

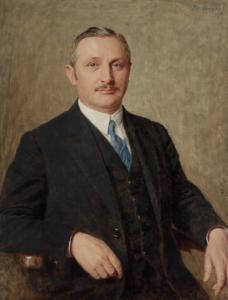
Tom von Dreger: Bundeskanzler Rudolf Ramek

Rudolf Ramek (* 12. April 1881 in Teschen, Österreichisch-Schlesien; † 24. Juli 1941 in Wien) war ein österreichischer Jurist und Politiker der Christlichsozialen Partei und bekleidete in der Ersten Republik von 20. November 1924 bis zum 20. Oktober 1926 das Amt des Bundeskanzlers.

## Leben
Rudolf Ramek studierte nach dem Besuch des Gymnasiums in Teschen Rechtswissenschaften an der Universität Wien (Dr.iur 1907). Er war, von der Konstituierenden Nationalversammlung am 17. Oktober 1919 gewählt, bis zu seinem Rücktritt am 24. Juni 1920 Staatssekretär (= Minister) für Justiz der Staatsregierung Renner III, einer Koalitionsregierung von Sozialdemokraten und Christlichsozialen. Vom 10. November 1920 bis 30. April 1934 war er Abgeordneter zum Nationalrat, mit Unterbrechungen als Bundesminister für Inneres und Unterricht 1921 und als Bundeskanzler von 1924 bis 1926 (Kabinett Ramek I und seit 15. Jänner 1926 Ramek II). Sein Vorgänger und Nachfolger als Bundeskanzler war Ignaz Seipel.
In seine Amtszeit als Kanzler fiel 1925 die Währungsumstellung von der Krone auf den Schilling, 1926 das Ende der auf Grund der Genfer Protokolle von 1922 ausgeübten Finanzkontrolle des Völkerbundes; außerdem konnte er mit der Verfassungsreform von 1925 den Finanzausgleich mit den Bundesländern durchsetzen. Die Wirtschaft kam allerdings, bedingt durch Schwierigkeiten bei der Anpassung an die seit 1918 stark veränderten Wirtschaftsbeziehungen mit den früheren Kronländern, nicht in Schwung; die Arbeitslosigkeit stieg weiter an.

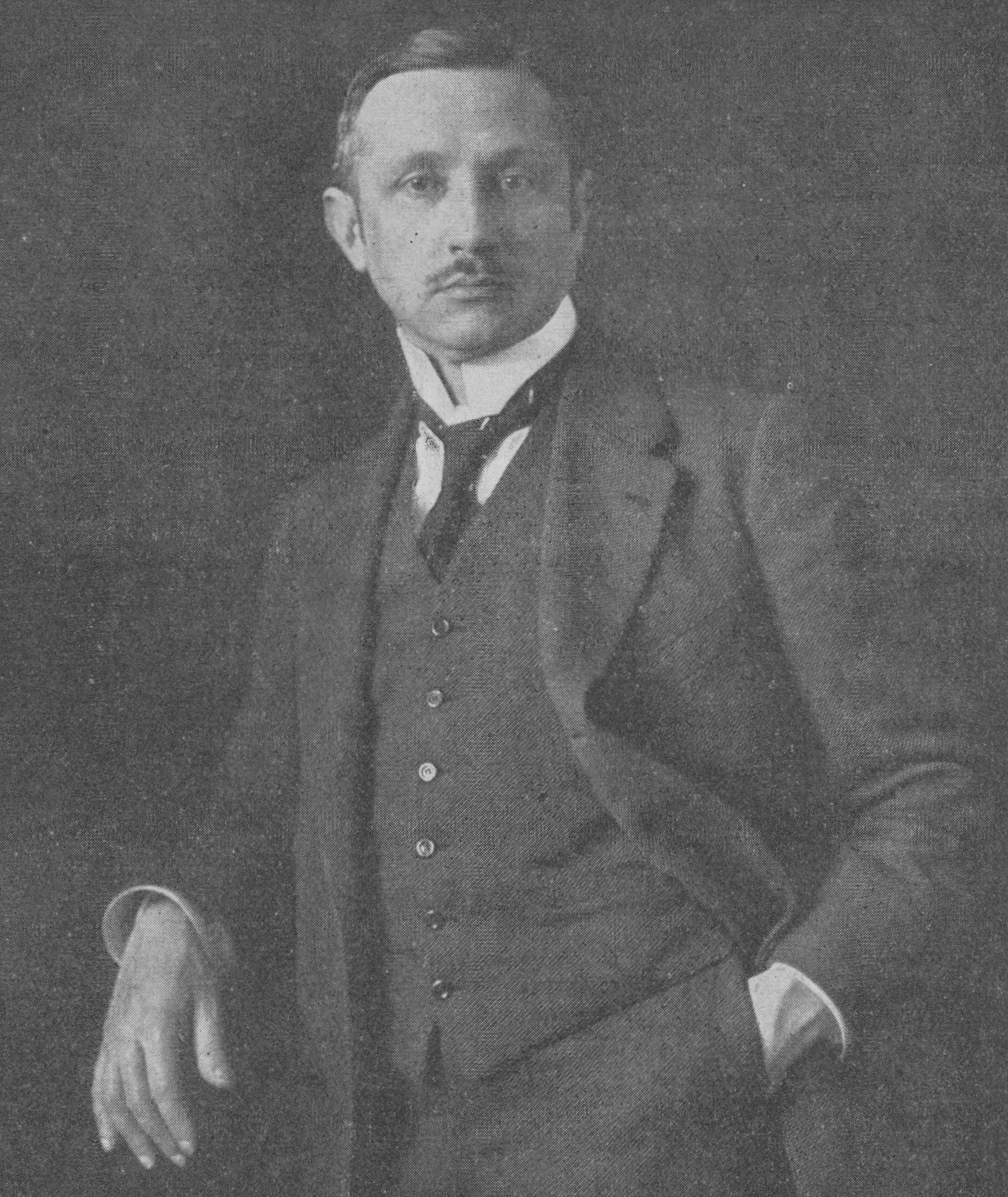
Rudolf Ramek, um 1924

In Rameks Amtszeit als Bundeskanzler schlitterten mehrere private Kreditinstitute, die sich in der bis 1922 starken Inflation und danach mit Spekulationsgeschäften übernommen hatten, in den Konkurs oder die zwingende Fusion. Auch das staatliche Postsparkassenamt nahm durch fragwürdige Geschäfte enormen Schaden (Postsparkassenskandal). Finanzminister Jakob Ahrer (Kabinett Ramek I) wurde zur Bewältigung dieser Affären nach seinem Ausscheiden aus der Regierung heftigst kritisiert, obwohl er im Einvernehmen mit Ramek vorgegangen war.
1930 wurde Ramek Zweiter Präsident des Nationalrats. Als solcher trat er am 4. März 1933 wegen Geschäftsordnungsstreitigkeiten wie Präsident Karl Renner und der dritte Präsident Sepp Straffner zurück; der Vorgang wurde von Bundeskanzler Engelbert Dollfuß als „Selbstausschaltung des Parlaments“ bezeichnet, da die Nationalratsgeschäftsordnung damals keine Regel dafür vorsah, wer die Sitzung zu leiten hatte, wenn alle drei Präsidenten zurücktreten.
Nach den Februarkämpfen 1934, bei denen Dollfuß die Sozialdemokraten ausschaltete und ihre Parlamentsmandate für erloschen erklärte, beschloss die Bundesregierung diese fehlende Geschäftsordnungsregel. Ramek leitete nun am 30. April 1934 die letzte Sitzung des Nationalrates in der 1. Republik (formal: Beendigung der Sitzung vom 4. März 1933; nur noch als Rumpfparlament, Sozialdemokraten waren ausgeschlossen, die meisten großdeutschen Abgeordneten boykottierten die Sitzung wegen Verfassungswidrigkeit; siehe Ständestaat). Die Sitzung diente ausschließlich dazu, der bereits verkündeten diktatorischen Ständestaatsverfassung einen demokratischen Anstrich zu geben; tatsächlich wäre nach dem Bundes-Verfassungsgesetz von 1929 zu dieser Gesamtänderung der Verfassung, wie die Großdeutschen feststellten, eine Volksabstimmung abzuhalten gewesen.
Ramek war Mitglied der KaV Norica Wien, damals im CV, heute im ÖCV, sowie der K.ö.St.V. Almgau Salzburg im Mittelschüler-Kartell-Verband. Darüber hinaus war er 1926 ein Gründungsmitglied des Rotary Club Salzburg, dessen Präsidentschaft er im rotarischen Jahr 1928/29 innehatte. Aufgrund der Verurteilung der rotarischen Bewegung durch die Katholische Kirche sah er sich anschließend jedoch veranlasst, aus dem RC Salzburg auszutreten.
Rudolf Ramek wurde auf dem Salzburger Kommunalfriedhof beigesetzt.

## Ehrung
Im März 2019 wurde auf dem Salzburger Kommunalfriedhof ein Denkmal für Ramek enthüllt.